# Trouble in Paradise (Randy Newman)
Trouble in Paradise è l'ottavo album di Randy Newman, pubblicato dalla Warner Bros. Records nel gennaio del 1983.

## Tracce
Brani composti, arrangiati e condotti da Randy Newman.
Lato A
1. I Love L.A. – 3:29
2. Christmas in Capetown – 4:21
3. The Blues – 3:01
4. Same Girl – 2:53
5. Mikey's – 2:10
6. My Life Is Good – 4:38

Durata totale: 20:32
Lato B
1. Miami – 4:04
2. Real Emotional Girl – 2:28
3. Take Me Back – 4:09
4. There's a Party at My House – 2:50
5. I'm Different – 2:33
6. Song for the Dead – 3:00

Durata totale: 19:04

## Formazione
- Randy Newman - voce, pianoforte, sintetizzatore
- Steve Lukather - chitarra
- Jeff Porcaro - batteria
- Michael Boddicker - sintetizzatore, pianoforte, organo Hammond
- Dean Parks - chitarra, mandolino
- Lenny Castro - percussioni
- Ralph Grierson - pianoforte
- Nathan East - basso
- Paulinho da Costa - percussioni addizionali
- Waddy Wachtel - chitarra, cori
- David Paich - organo Hammond, Farfisa, pianoforte, Fender Rhodes
- Bob Seger, Don Henley, Jennifer Walden, Linda Ronstadt, Wendy Waldman, Christine McVie - cori